# St. Nikolaus (Floß)
Die Wallfahrtskirche St. Nikolaus ist eine römisch-katholische Wallfahrtskirche auf einem Hügel am nördlichen Rand des Marktes Floß in der nördlichen Oberpfalz.
Das jetzige Gebäude wurde 1723 an Stelle einer älteren Kirche erbaut und Ende des 19. Jahrhunderts erweitert.
Heute steht sie unter Denkmalschutz.

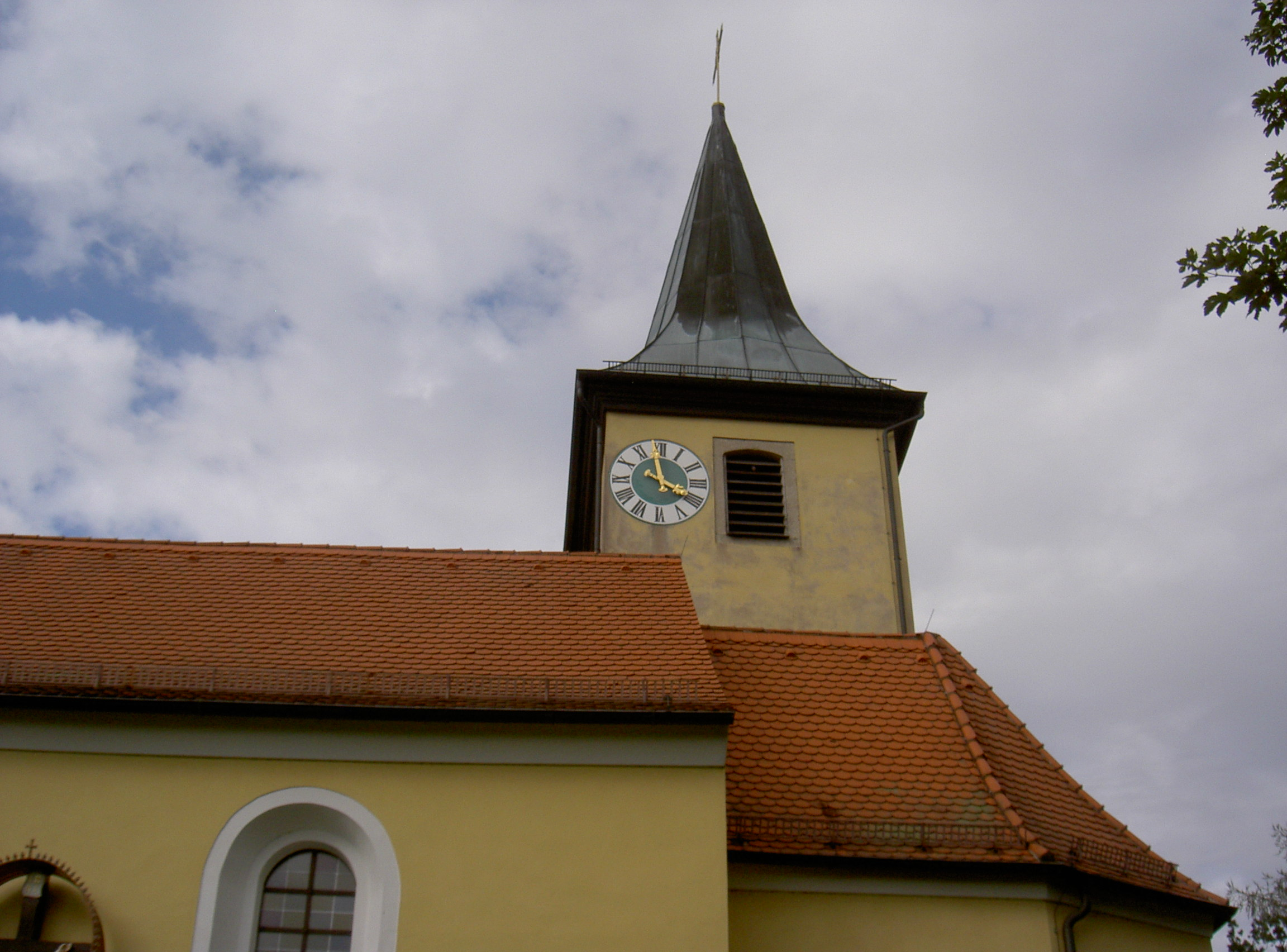
St. Nikolaus (Floß), römisch-katholische Wallfahrtskirche

## Geschichte
Schon im Mittelalter befand sich auf dem Nikolausberg am nördlichen Ortsrand von Floß eine Kapelle.
Diese wurde 1561 abgetragen und aus ihren Steinen wurde das Rathaus am Marktplatz erbaut.
Heute befindet sich in diesem ehemaligen Rathaus ein Hotel.
Seit Mitte des 17. Jahrhunderts regierte über das Amt Floß der tolerante Pfalzgraf Christian August.
Dadurch kam es im Amt Floß in Folge der Reformation und der Gegenreformation nicht wie sonst in Deutschland zur Vertreibung einer Konfession.
Christian August gestattete sogar die Bildung einer Jüdischen Gemeinde.
Alle Kirchen wurden 1653 in Simultankirchen umgewandelt, die von Katholiken und Protestanten parallel genutzt wurden.
Die Wallfahrtskirche auf dem Nikolausberg war hiervon nicht betroffen, da sie zu dieser Zeit abgerissen war.
D.h. die Wallfahrtskirche St. Nikolaus war immer katholisch, nie Simultankirche, eine Ausnahme unter den alten Kirchen des Amtes Floß.
Bis heute ist in Floß, im Unterschied zur Umgebung, eine große katholische und eine große protestantische Gemeinde vorhanden.
Der katholische Teil des Rates der Marktgemeinde Floß beschloss im Jahr 1719 den Wiederaufbau der Kirche auf dem Nikolausberg.
Landesfürstlich wurde für diesen Zweck eine Kollekte genehmigt, die allerdings nicht das gewünschte Ergebnis brachte.
Deshalb konnte 1722 nur ein einfacher Kirchenbau errichtet werden und nicht der ursprünglich von Maurermeister Andreas Nißler geplante.
1723 wurde die Kirche St. Nikolaus geweiht. Nebenpatron ist der hl. Johannes Nepomuk.
Eine Päpstliche Bulle aus dem Jahr 1738 verlieh der Kirche für den Nikolaustag (6. Dezember) einen vollkommenen Ablass und für den Tag des hl. Johannes Nepomuk (16. Mai) einen Ablass von sieben Jahren und sieben Quadragenen.
Ende des 19. Jahrhunderts wurde die Kirche St. Nikolaus nach Westen verlängert, weil sie zu klein geworden war.

## Ausstattung
In der Nikolauskirche stehen Figuren der Heiligen St. Nikolaus, St. Johannes Nepomuk, der Pestheiligen St. Sebastian und St. Rochus und des Patrones der Bauern, St. Wendelin.
Der Hochaltar ist ein Werk aus dem 17. Jahrhundert. Er ist mit Akanthusschnitzereien geschmückt.
Im Hochaltar befindet sich das Gnadenbild Unserer Lieben Frau von der immerwährenden Hilfe.
Die Kanzel stammt aus dem Jahr 1777. Sie wurde wahrscheinlich von Johann Linhardt geschnitzt und vom Maler Franz Jachhörl gefasst.
Seit 1985 besitzt die Kirche eine Orgel des Orgelbaumeisters August Hartmann aus Regensburg.
Die Kirche hatte zwei 1736 und 1737 gegossene Glocken.
Neben der Kirche befand sich eine Klause, deren Bewohner bis 1916 die Läutepflicht der Glocken hatte.
Die Glocken mussten im Zweiten Weltkrieg abgeliefert werden.
1949 erhielt die Kirche St. Nikolaus ein neues Geläut mit drei Glocken:
- 1. Glocke, ca. 4½ Zentner, Aufschrift: „K. Hamm goß mich 1948“ – „Fam. Mathias Lindner (Muttergottes)“
- 2. Glocke, ca. 2 Zentner, Aufschrift: „K. Hamm Regensburg goß mich 1948“ – „Hl. Josef, Patron der Sterbenden, bitte für uns“
- 3. Glocke, ca. 1¼ Zentner, Aufschrift: „K. Hamm Ratisbonensis“[4]